# Ангелово
Съществува българско село и с името Ангелов.
Ангелово е бивше село в Североизточна България.
То се намира в община Тутракан, област Силистра. Предишното му име е Сияхляр. Прекръстено през 1942 г. в памет на полковник Ангел Ангелов – командир на 2-ри шуменски тежък артилерийски полк по време на Тутраканската епопея.
През 1959 г. е присъединено към Старо село.